# أوستن دايي
أوستن دايي (بالإنجليزية: Austin Daye) مواليد 5 يونيو 1988، هو لاعب كرة سلة أمريكي يلعب مع فريق أتلانتا هوكس في الرابطة الوطنية لكرة السلة ويحمل الرقم 3. يبلغ طوله 6 قدم 11 بوصة (2.1 م).

## فرق لعب لها
- ديترويت بيستونز
- ميمفيس غريزليس
- تورونتو رابتورز
- سان أنطونيو سبرز
- أتلانتا هوكس

## روابط خارجية
- أوستن دايي على موقع الدوري الأوروبي لكرة السلة (الإنجليزية)
- أوستن دايي على موقع إن بي أي (الإنجليزية)
- أوستن دايي على موقع الدوري التايواني الممتاز لكرة السلة (الصينية)
- أوستن دايي على موقع سبورتس رفرنس (الإنجليزية)
- أوستن دايي على موقع كرة السلة الأوروبية.كوم (الإنجليزية)
- أوستن دايي على موقع إي إس بي إن.كوم (الإنجليزية)
- أوستن دايي على موقع كلية كرة السلة في سبورتس رفرنس.كوم (الإنجليزية)
- أوستن دايي على موقع ريلجم (الإنجليزية)
- أوستن دايي على موقع بروبوليرز (الإنجليزية)
- أوستن دايي على موقع سبورتس رفرنس (الإنجليزية)